# ポルトヴェーネレ
ポルトヴェーネレ（Portovenere）は、イタリア共和国リグーリア州ラ・スペツィア県にある人口3,400人の基礎自治体（コムーネ）。リグーリア海岸に位置するポルトヴェーネレの集落は景勝地として知られ、近隣のチンクエ・テッレや沖合の島々とともに世界遺産に登録されている。

## 地理

### 位置・広がり
ポルトヴェーネレはラ・スペツィア県南部に所在し、リグリア海に面したリグーリア海岸（リヴィエラ・ディ・レヴァンテ）に位置する。

#### 隣接コムーネ
隣接するコムーネは以下の通り。
- 北 - ラ・スペーツィア

ポルトヴェーネレの南方の海上にはパルマリア島、ティーノ島、ティネット島が連なっている。これらの島々もユネスコの世界遺産に登録されている。

### 地震分類
イタリアの地震リスク階級 (it) では、3 に分類される。

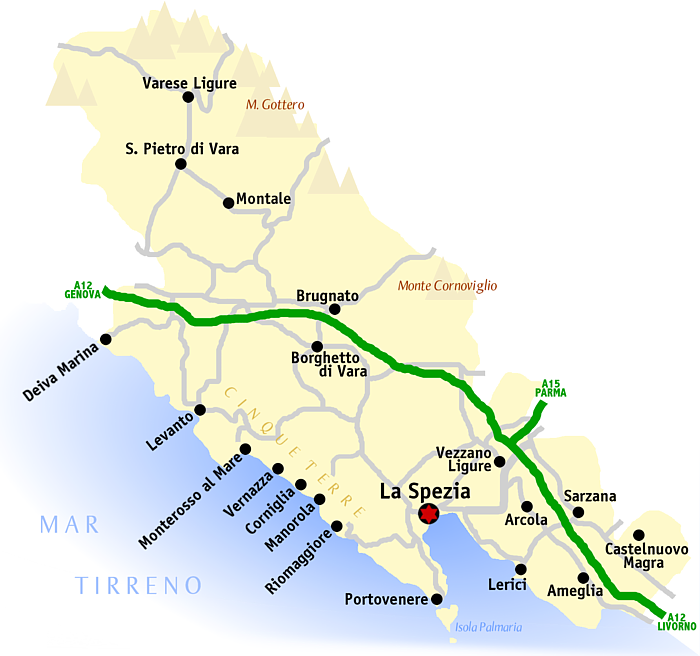
ラ・スペツィア県

## ギャラリー

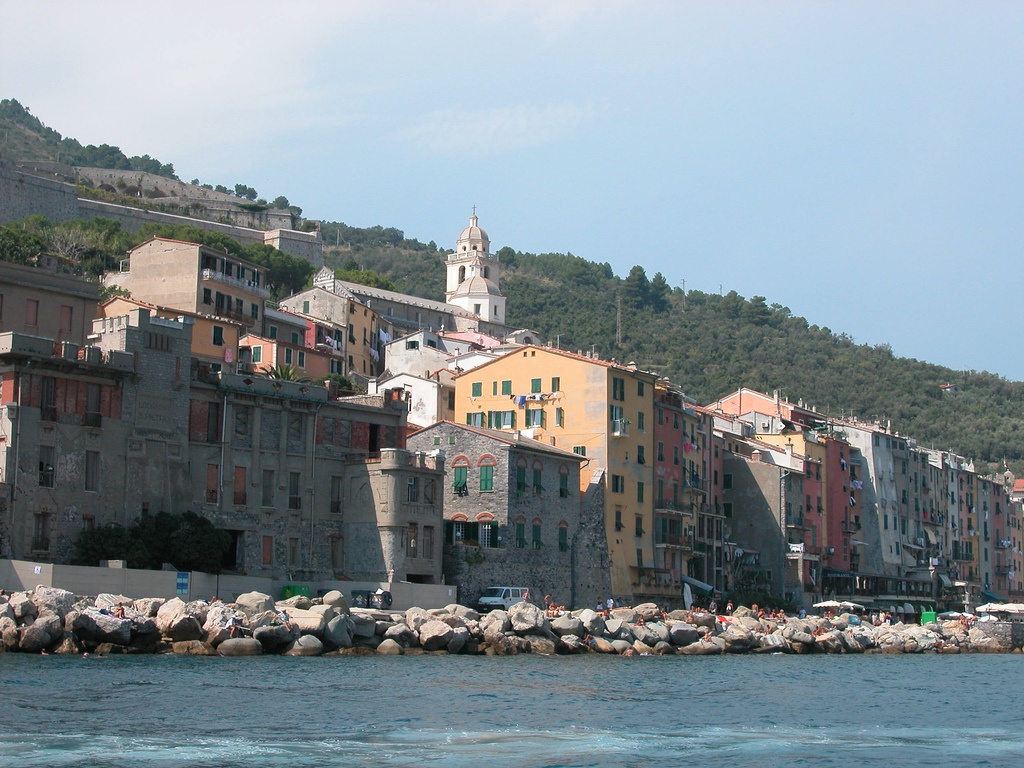
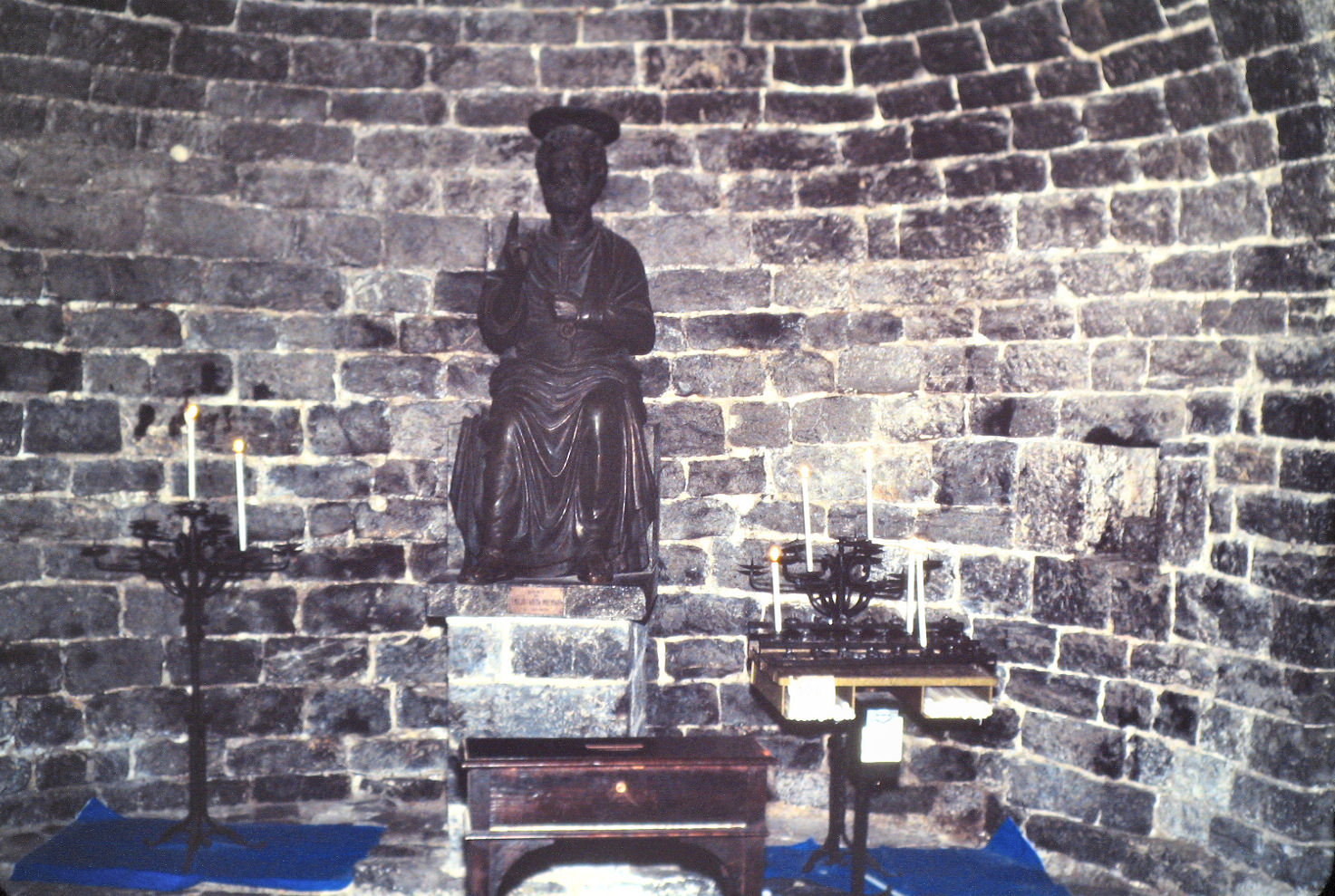
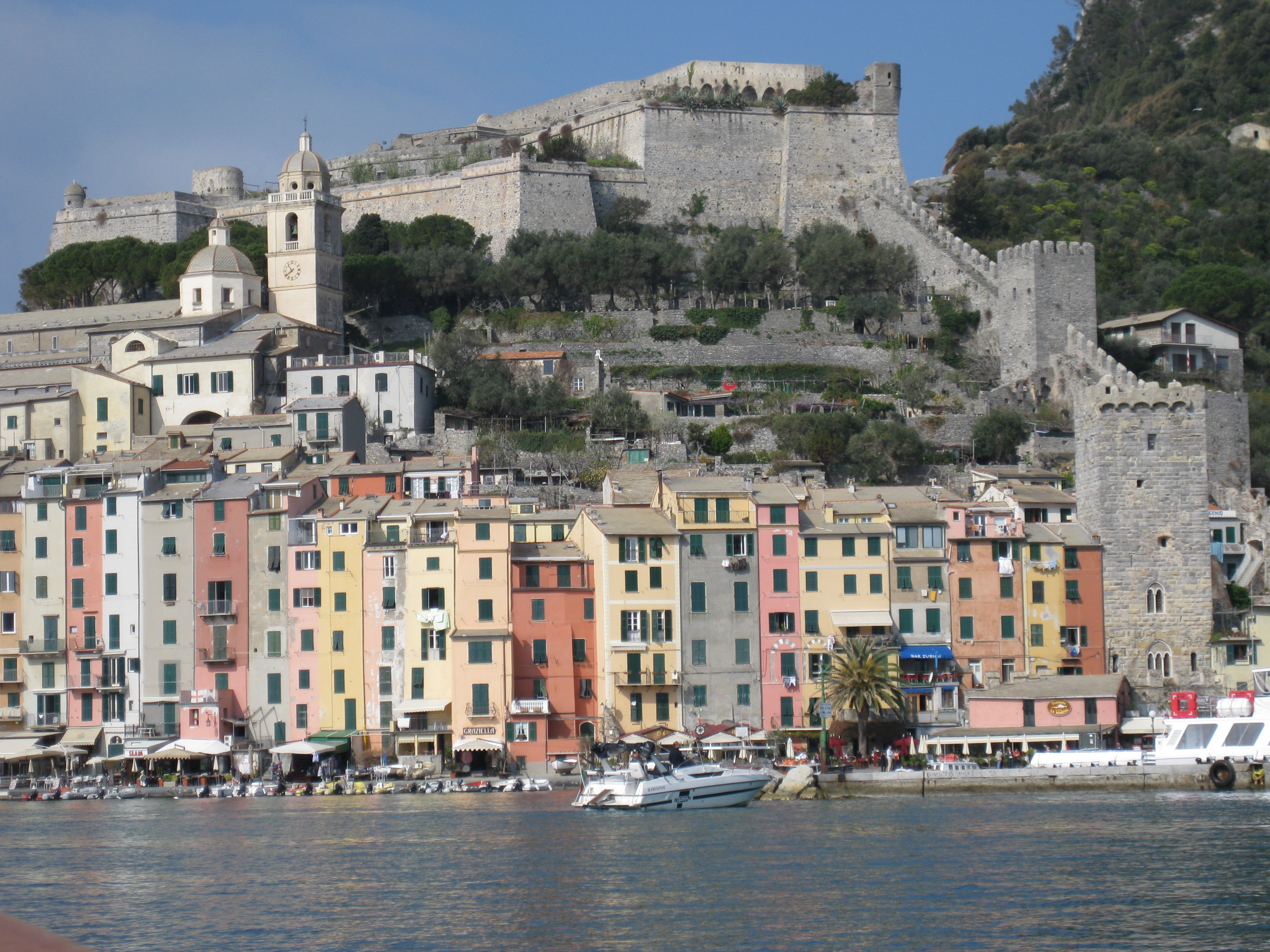
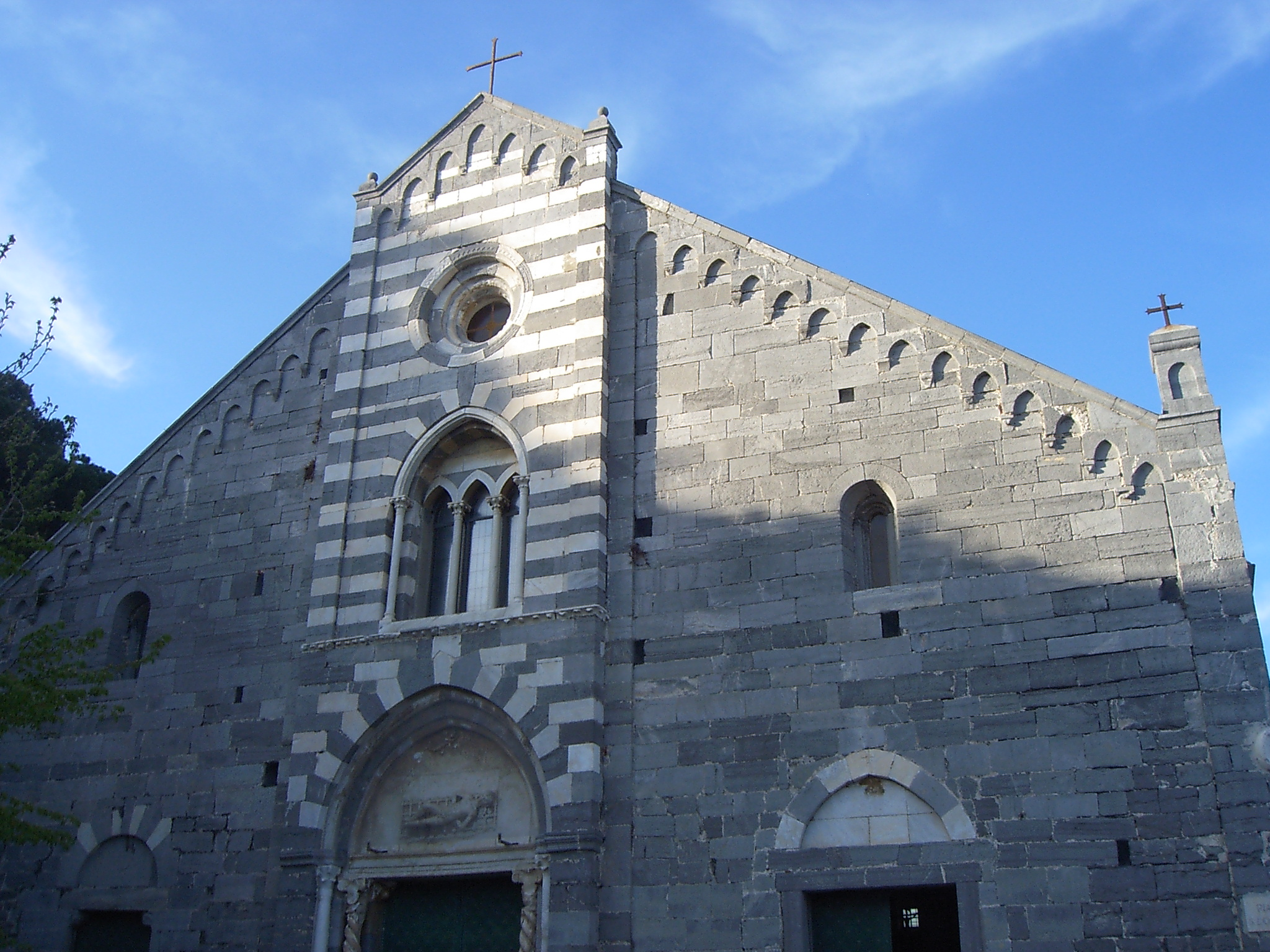
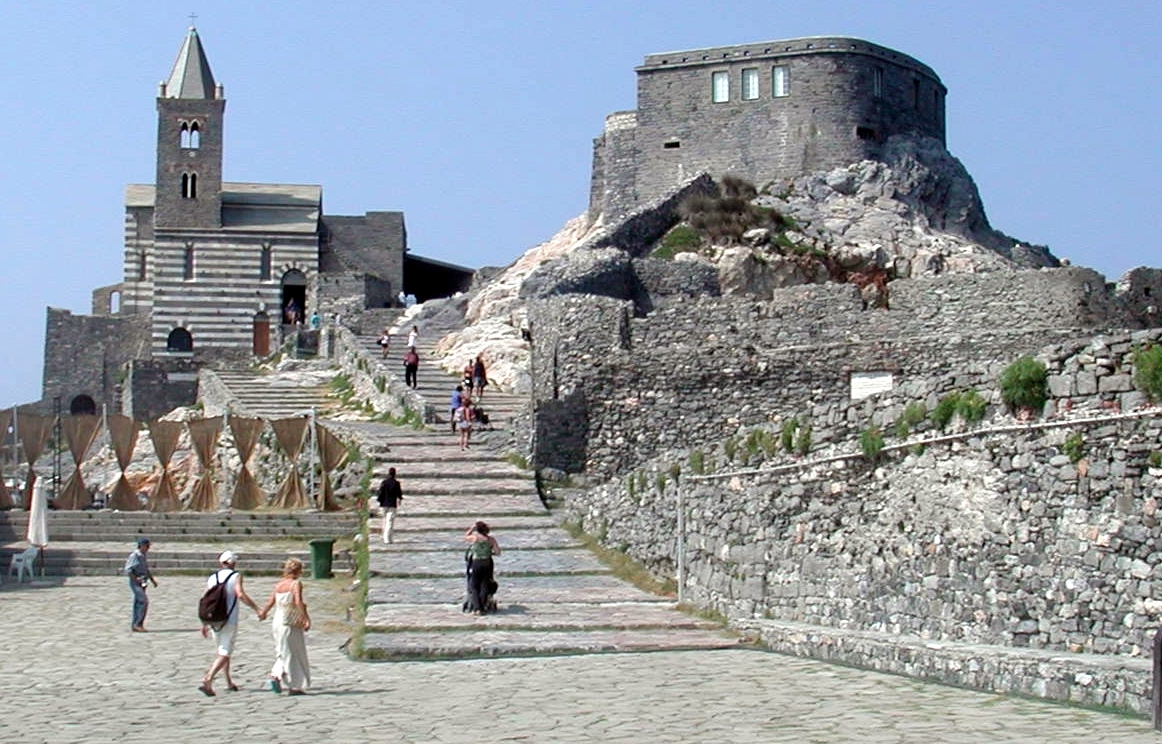
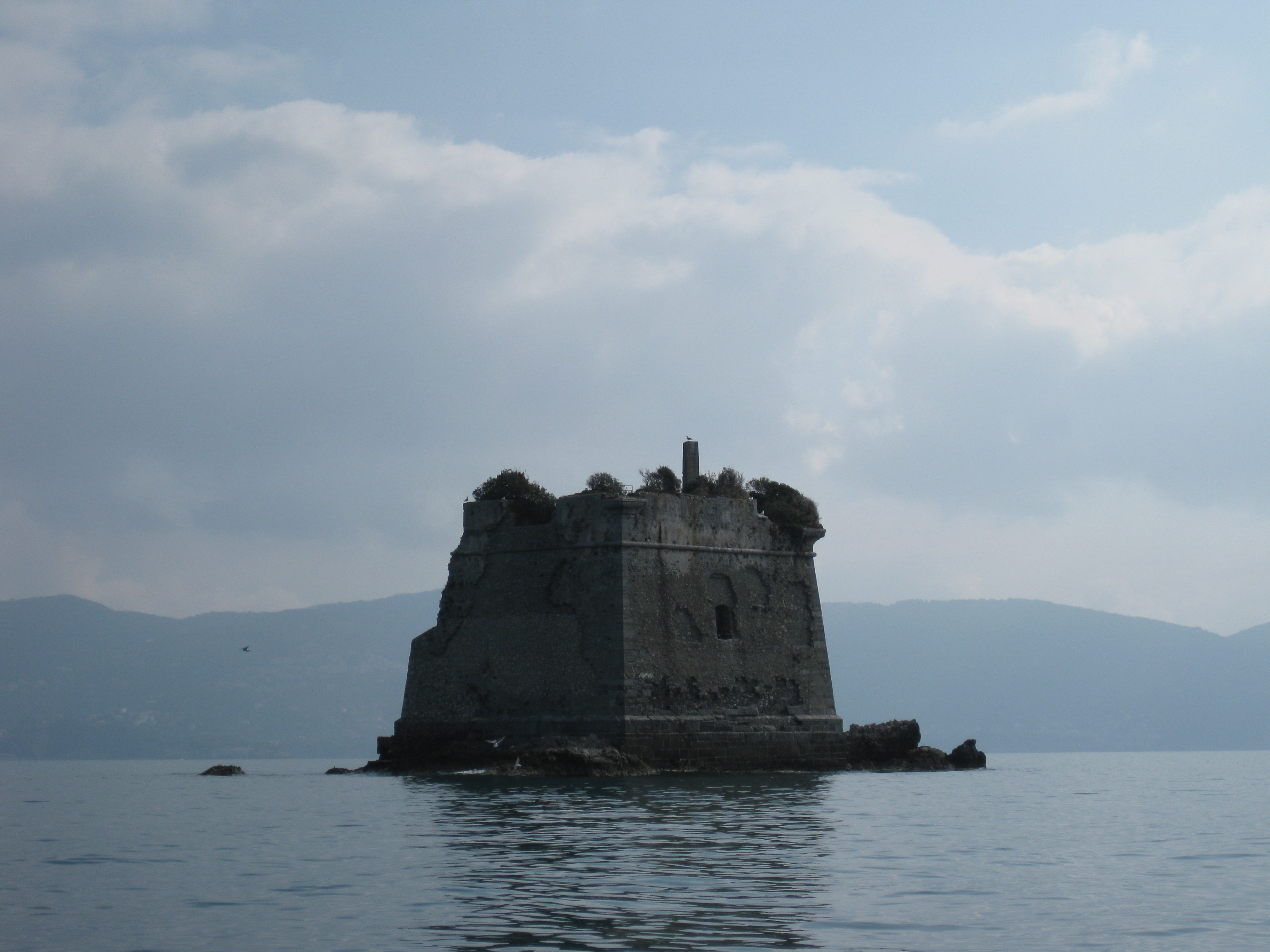
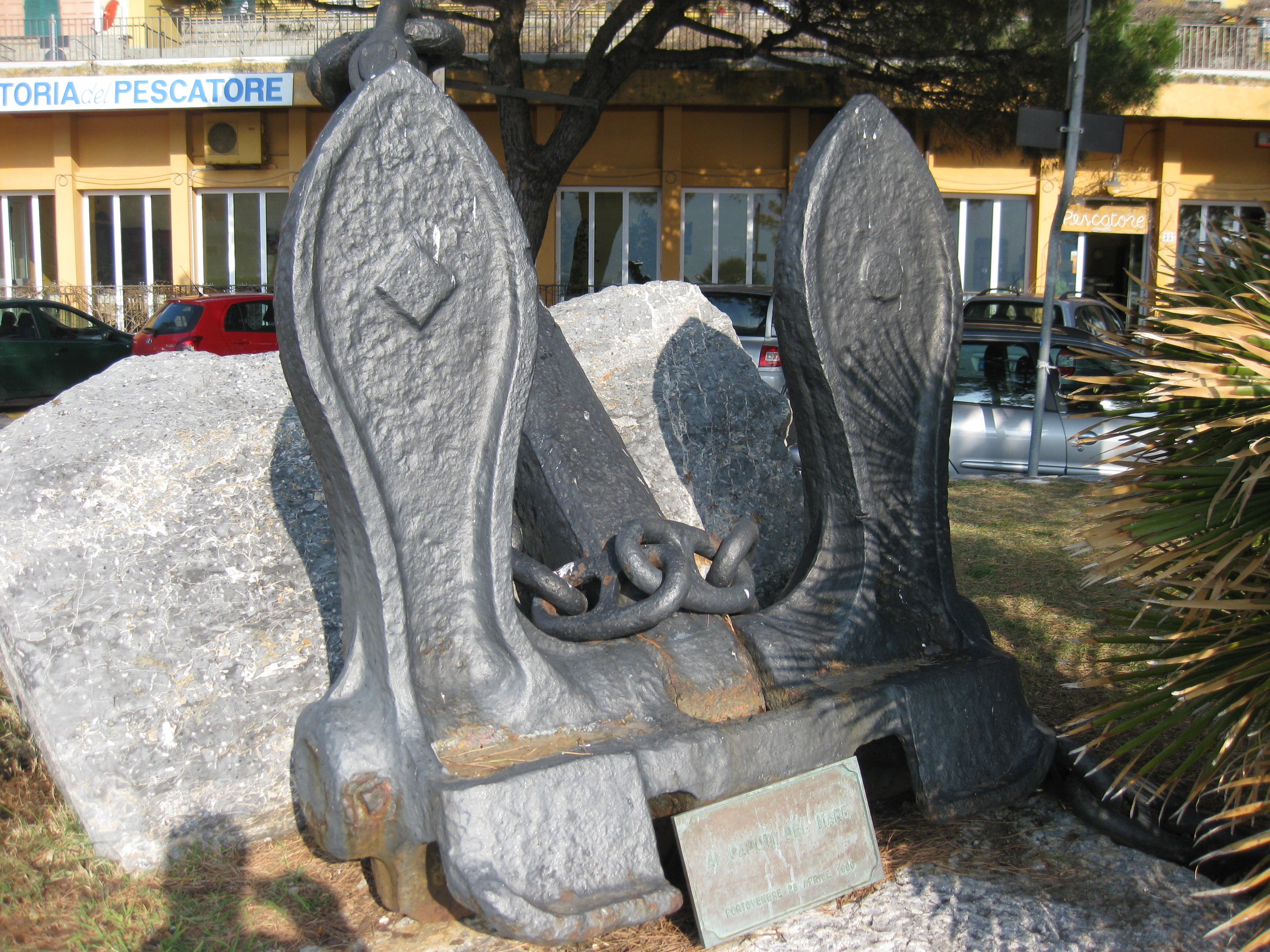
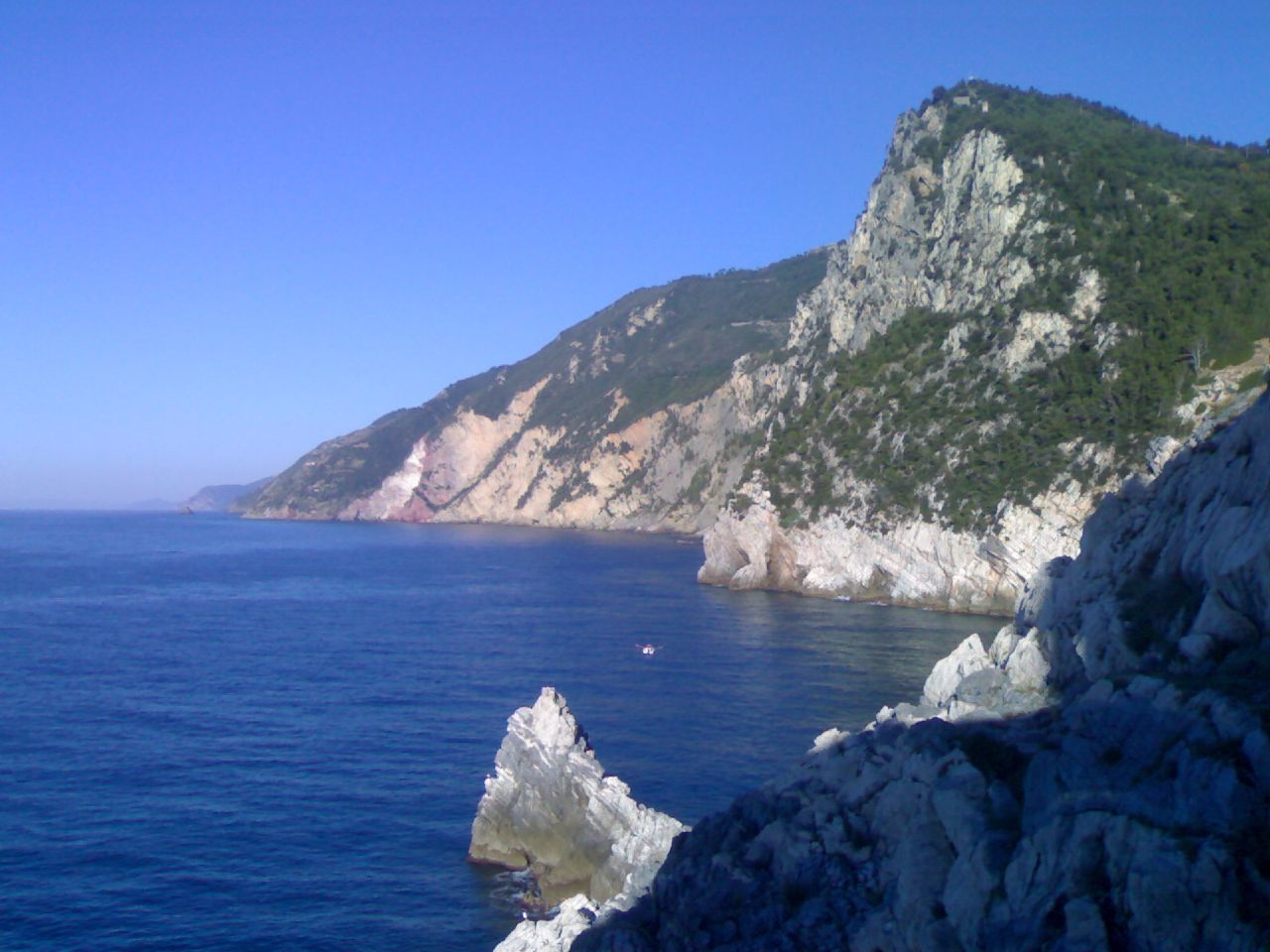
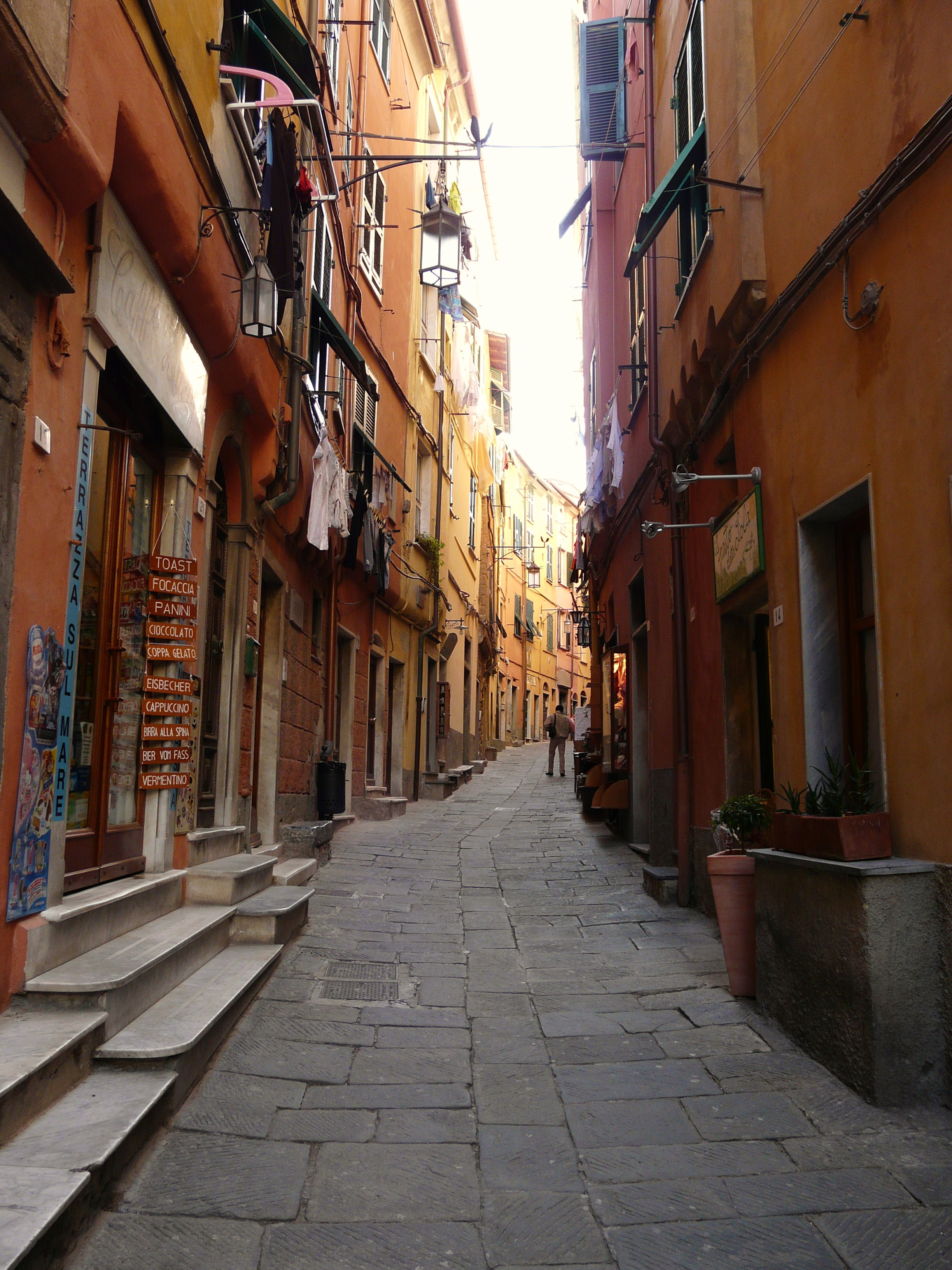
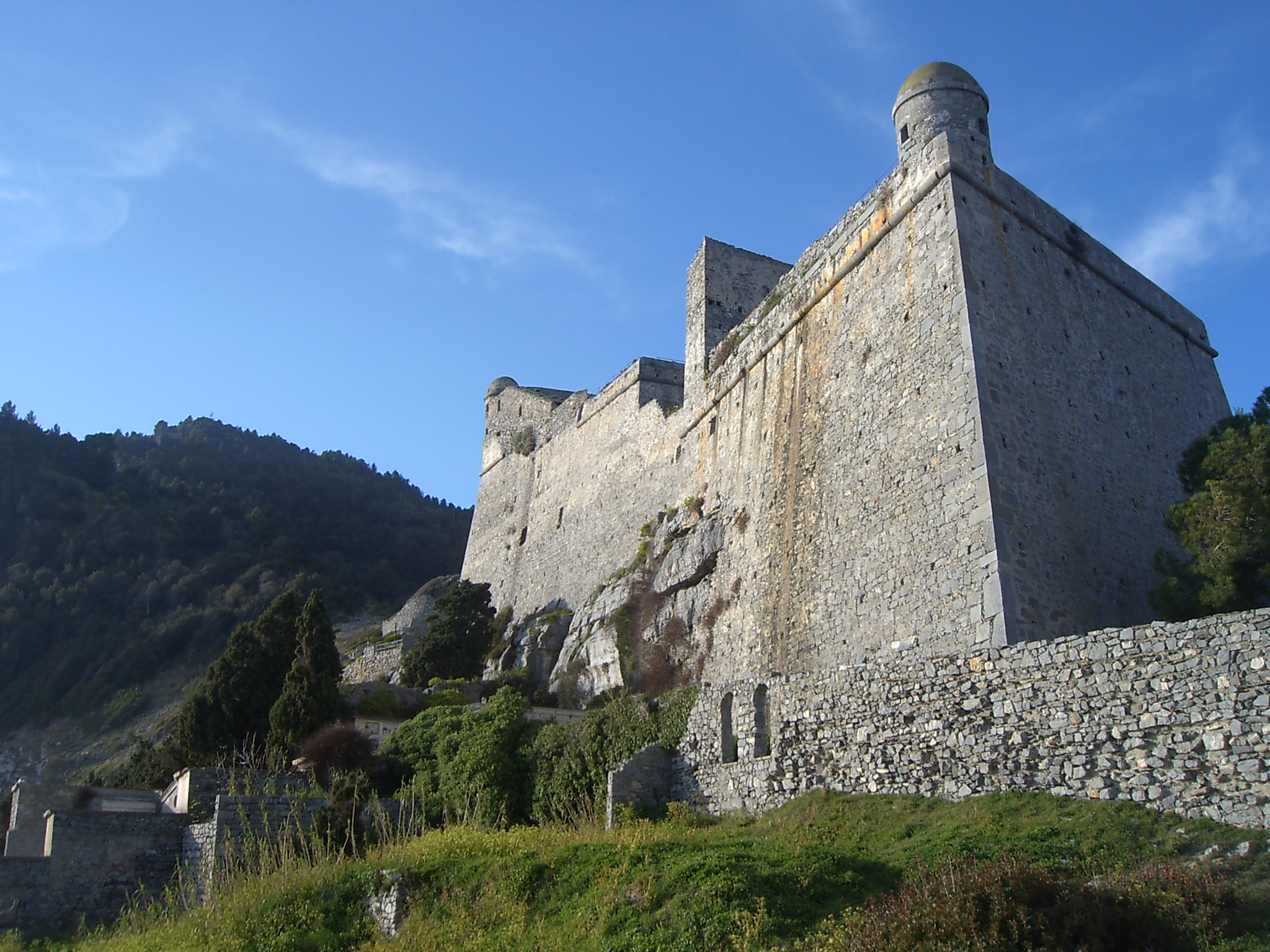
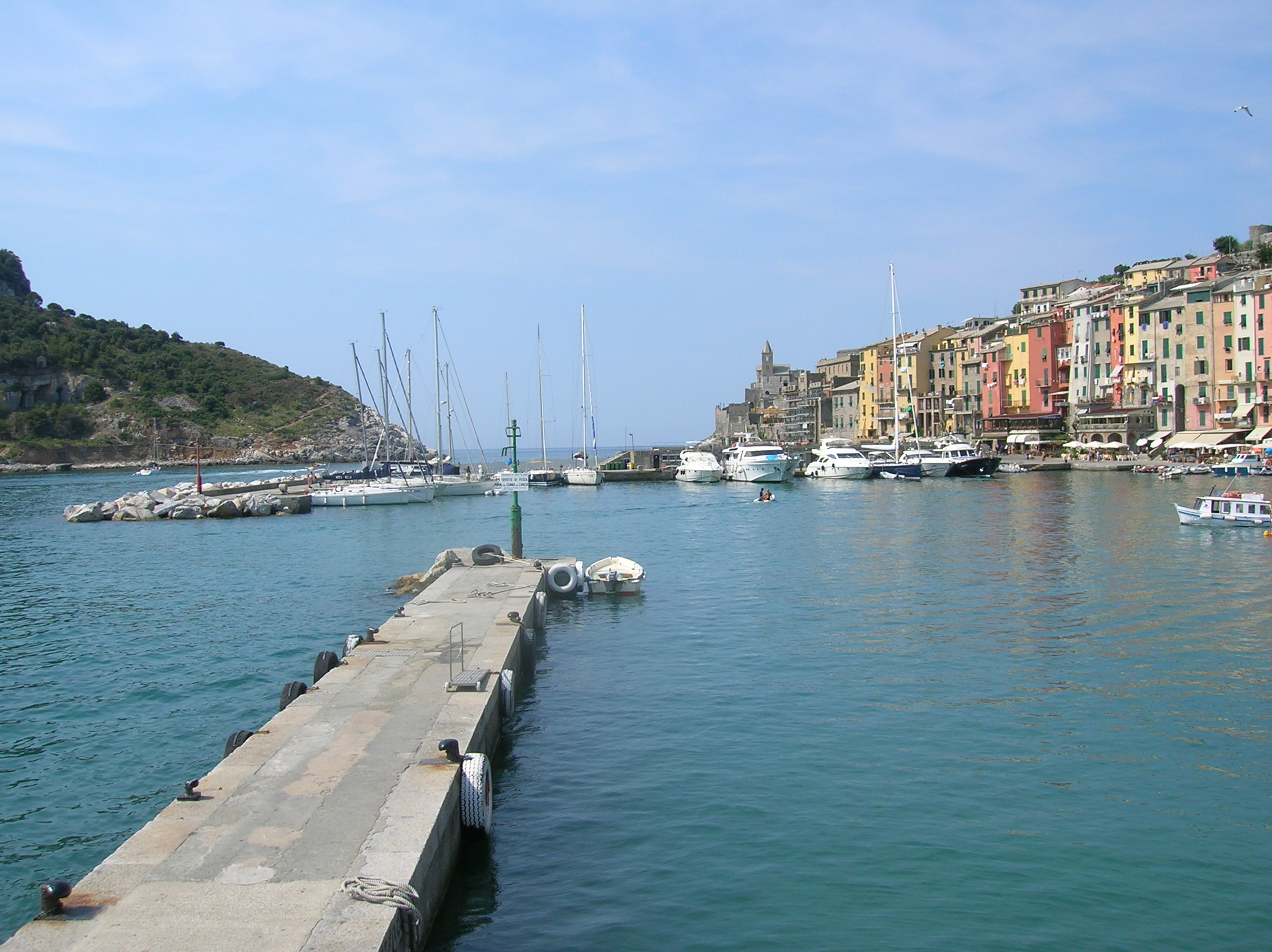
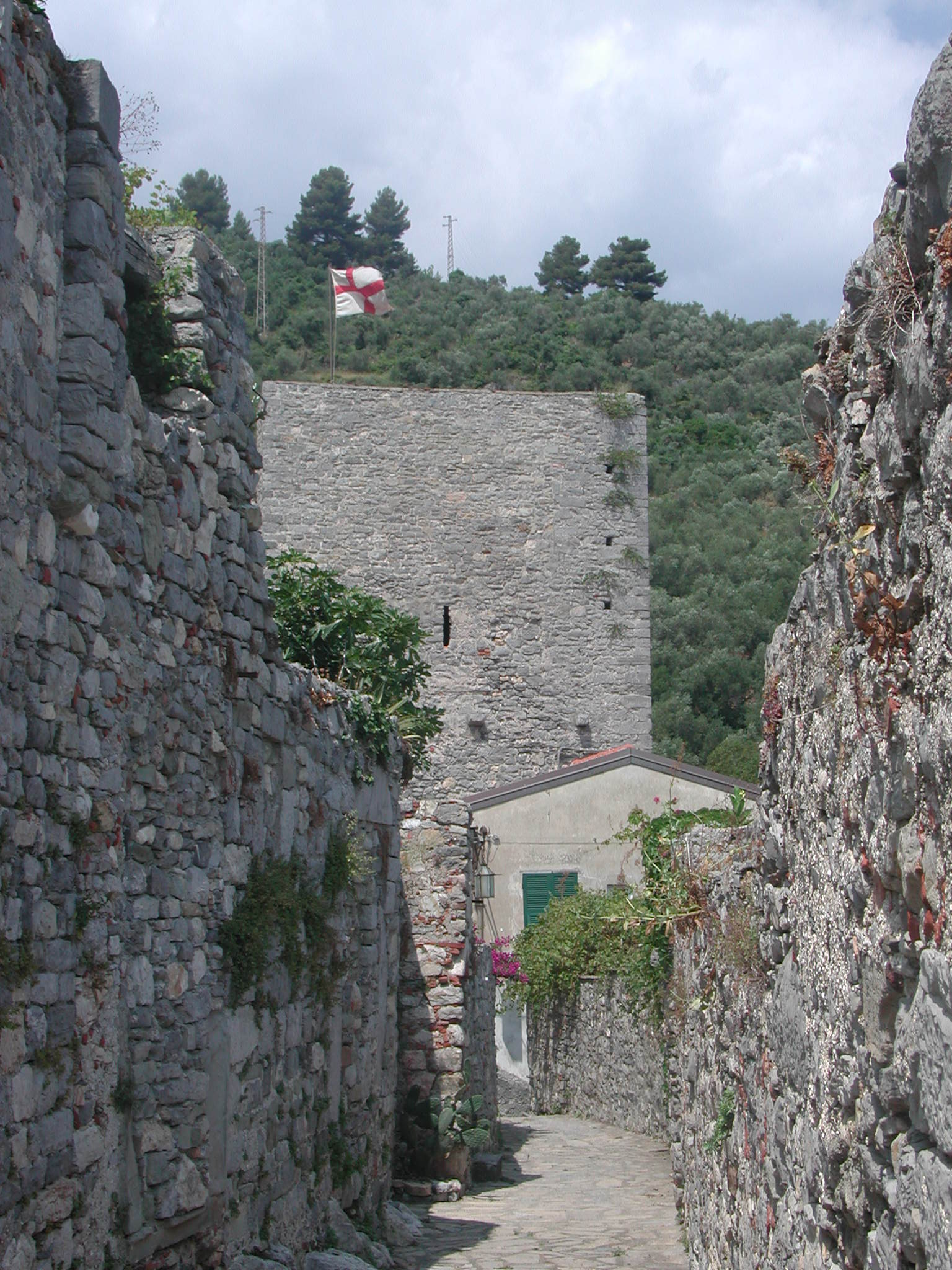
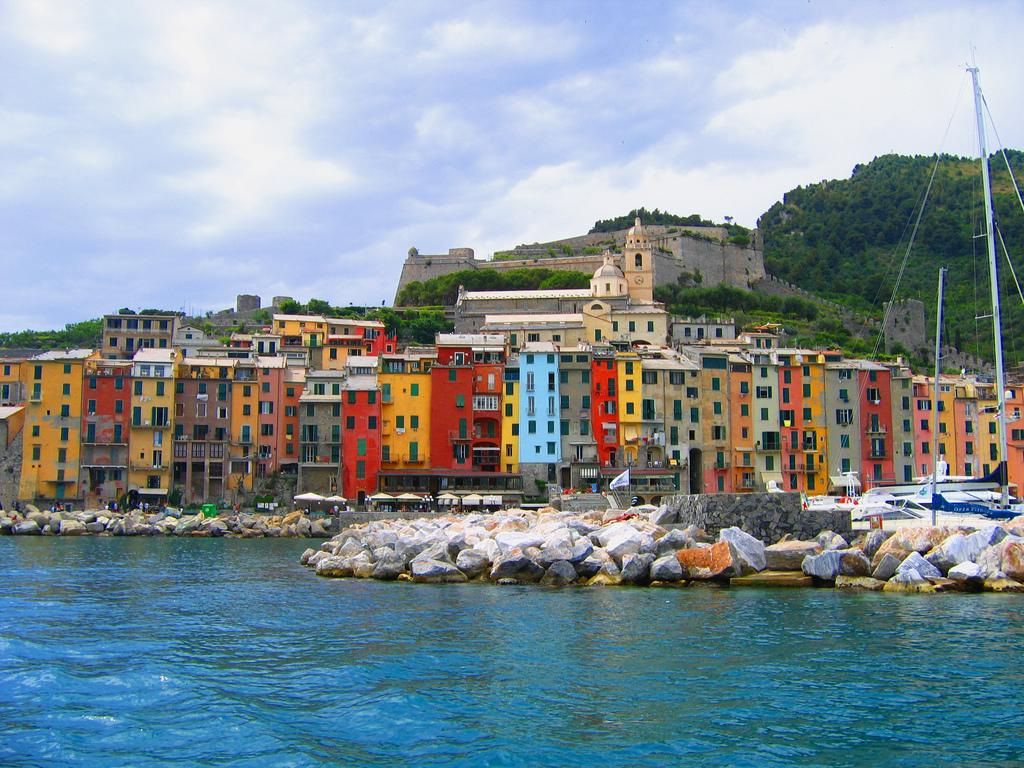
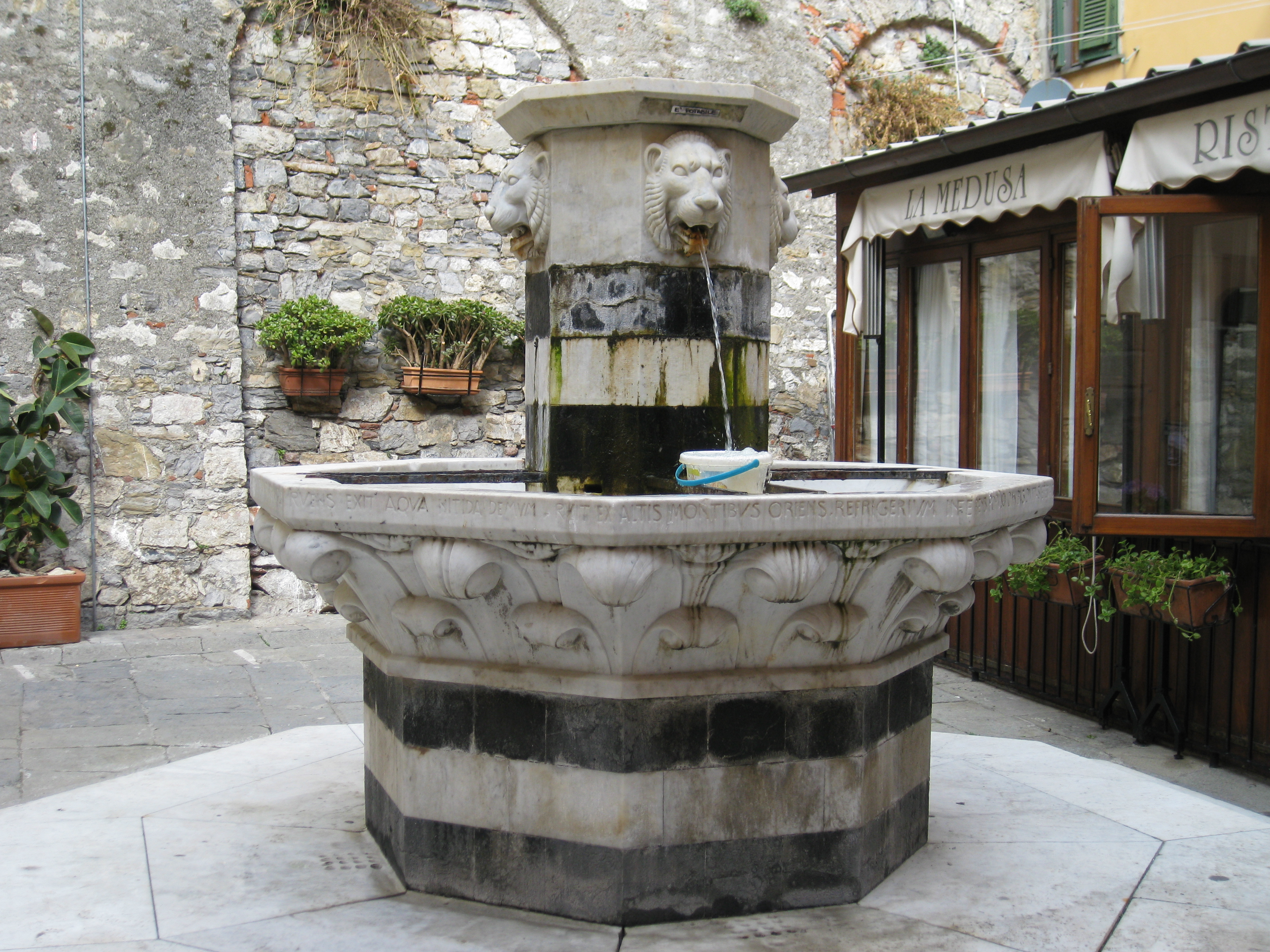
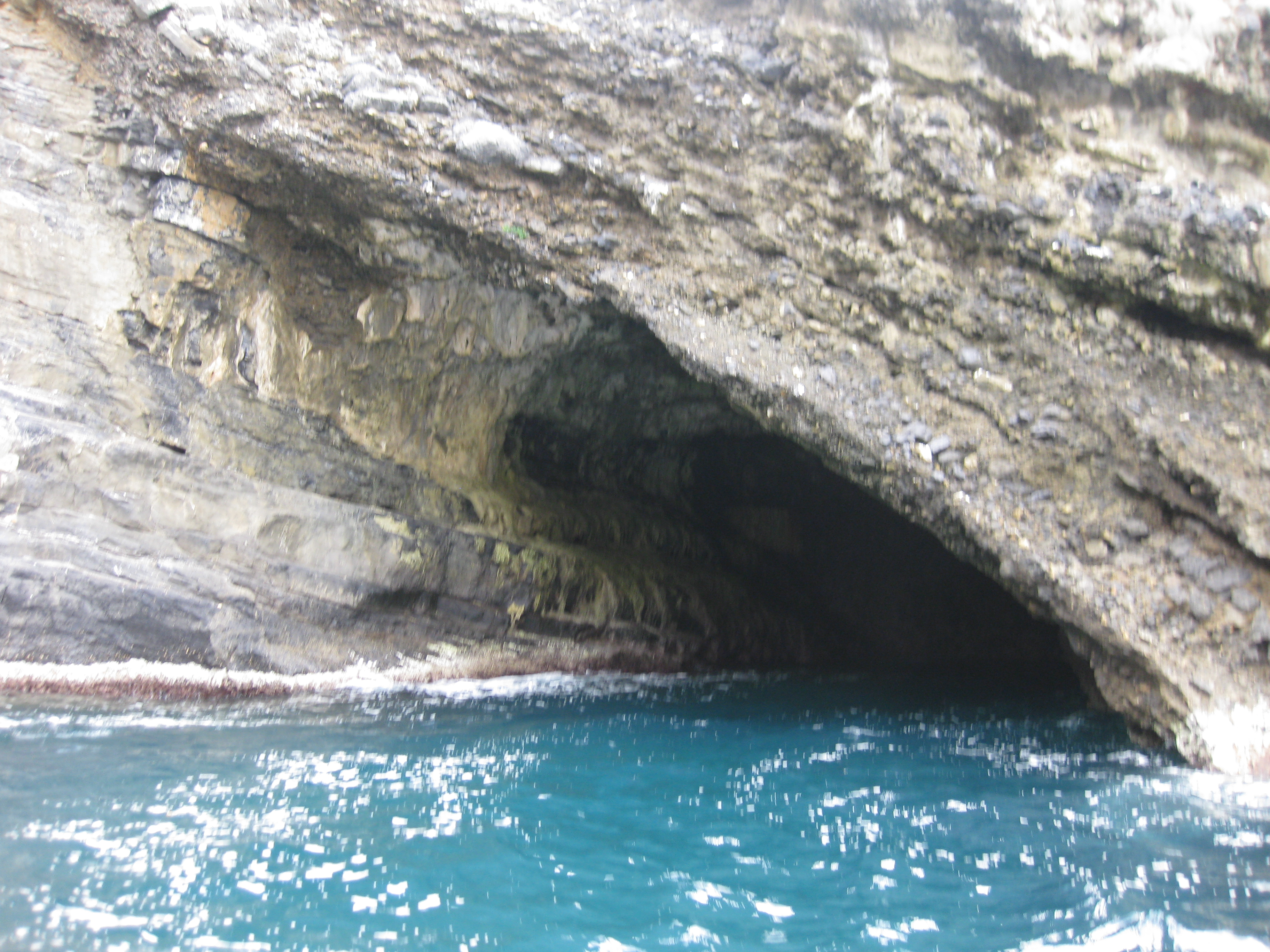
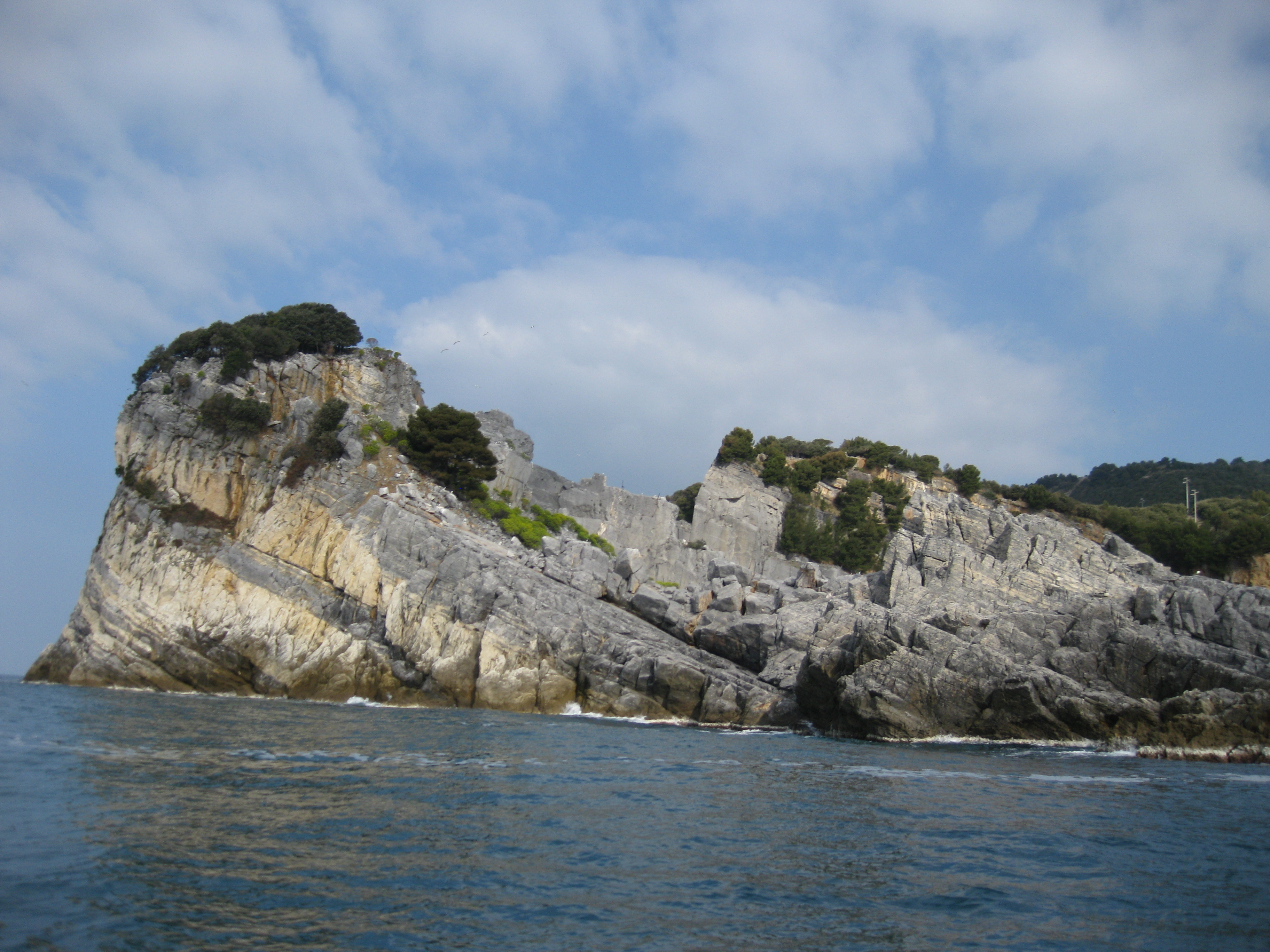